# مویس برو آپانگا
مویس برو آپانگا (انگلیسی: Moïse Brou Apanga; ۴ فوریهٔ ۱۹۸۲ – ۲۶ آوریل ۲۰۱۷) بازیکن فوتبال متولد ساحل عاج اهل گابن بود.
از باشگاه‌هایی که در آن بازی کرده است می‌توان به باشگاه فوتبال برشا، باشگاه فوتبال استاد برستوا ۲۹، باشگاه فوتبال پروجا، و باشگاه فوتبال پلیتهنیکا تیمیشوارا اشاره کرد.
وی همچنین در تیم ملی فوتبال گابن بازی کرده است.